# Aiti
Aiti település Franciaországban, Haute-Corse megyében. Lakosainak száma 29 fő (2022. január 1.). Aiti Gavignano, Lano, Omessa, Saliceto és San-Lorenzo községekkel határos.

## Népesség
A település népességének változása:
| Lakosok száma | 59   | 16   | 26   | 31   | 34   | 33   | 30   | 25   | 26   | 29   |
|               | 1968 | 1982 | 1990 | 2006 | 2013 | 2015 | 2017 | 2019 | 2020 | 2022 |